# Polypterus palmas buettikoferi
Polypterus palmas buettikoferi is een ondersoort van de straalvinnige vissen uit de familie van de kwastsnoeken (Polypteridae). De wetenschappelijke naam van de soort is voor het eerst geldig gepubliceerd in 1891 door Steindachner.